# Municipio de French (Indiana)
El municipio de French (en inglés: French Township) es un municipio ubicado en el condado de Adams en el estado estadounidense de Indiana. En el año 2010 tenía una población de 1083 habitantes y una densidad poblacional de 17,47 personas por km².

## Geografía
El municipio de French se encuentra ubicado en las coordenadas 40°42′3″N 85°1′49″O / 40.70083, -85.03028. Según la Oficina del Censo de los Estados Unidos, el municipio tiene una superficie total de 62 km², de la cual 61,79 km² corresponden a tierra firme y (0,33 %) 0,21 km² es agua.

## Demografía
Según el censo de 2010, había 1083 personas residiendo en el municipio de French. La densidad de población era de 17,47 hab./km². De los 1083 habitantes, el municipio de French estaba compuesto por el 98,34 % blancos, el 0,46 % eran afroamericanos, el 0,09 % eran amerindios, el 0,28 % eran asiáticos, el 0,28 % eran de otras razas y el 0,55 % eran de una mezcla de razas. Del total de la población el 0,55 % eran hispanos o latinos de cualquier raza.